# Chet Culver

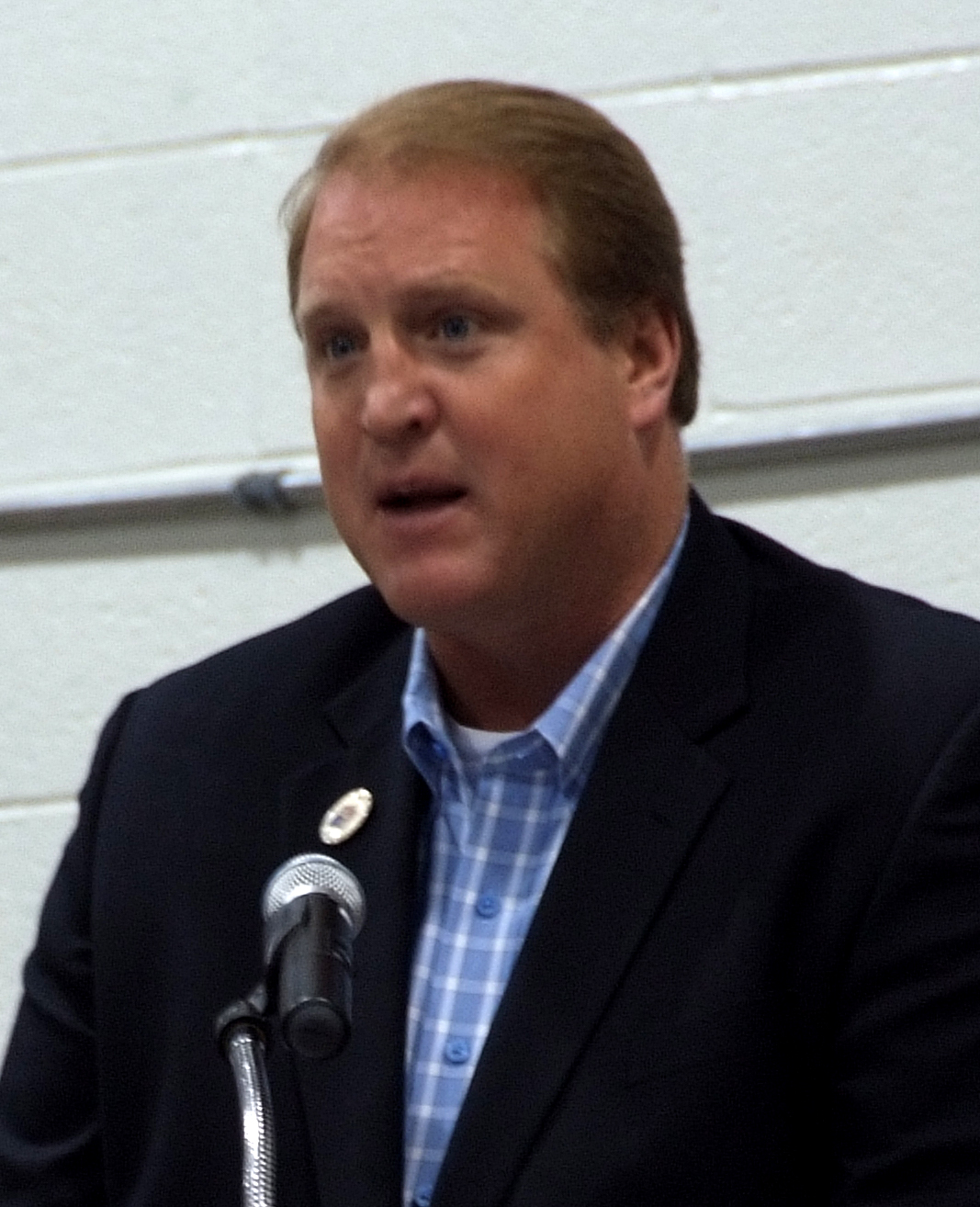
Chet Culver (2009)

Chester John „Chet“ Culver (* 25. Januar 1966 in Washington, D.C.) ist ein US-amerikanischer Politiker und ehemaliger Gouverneur des Bundesstaates Iowa. Er gehört der Demokratischen Partei an.
Culver ist der Sohn des früheren US-Senators John Culver, der den Bundesstaat von 1975 bis 1981 im Kongress vertrat. Er besuchte die Bethesda-Chevy Chase Highschool in Maryland. Nach seinem Abschluss besuchte Culver das College der Virginia Polytechnic Institute and State University in Blacksburg, Virginia.
Von 1999 bis 2007 war er Secretary of State von Iowa. Er gewann die Gouverneurswahlen am 7. November 2006 gegen den Republikaner Jim Nussle. Nach vierjähriger Amtszeit trat er im November 2010 zur Wiederwahl an, doch mit einem Stimmenanteil von nur 43,3 Prozent unterlag er dem ehemaligen Gouverneur Terry E. Branstad, der Culver am 14. Januar 2011 ablöste und damit nach zwölf Jahren ins Amt zurückkehrte.